# 伊万诺沃国际儿童院
伊万诺沃国际儿童院是苏联于1933年在伊万诺沃创立的寄宿学校，现正式名称为伊万诺沃斯塔索娃寄宿学校，斯塔索娃是该儿童院的创建者。

## 介绍
该学校是在国际救助工人组织成员的倡议下于1933年5月1日创立，专门抚养、教育世界各国共产党人和烈士后代的学校。毛泽东、刘少奇、朱德等中国革命家的子女，南斯拉夫领导人铁托的孩子，哥伦比亚、西班牙、意大利和几内亚比绍等国众多公众人物和政治家的子女都曾在该学校就读、学习。学区占地面积4.5公顷。
截至2015年5月，儿童院已培养了来自86个国家的4000余名儿童，目前在儿童院生活和学习的学生主要是来自独联体国家贫困家庭的孩子，其学费、生活费用全部由俄罗斯联邦预算拨款。
2011年，伊万诺沃国际儿童院和中国教育部签署了合作协议。2018年，伊万诺沃国际儿童院加入俄中教育机构协会，并收到两所南京中学的合作建议。

## 学员荣誉
- 瞿独伊于2021年授勋七一勋章[7]。